# 切爾達克雷
切尔达克雷（羅馬化：Cherdakly）是俄罗斯乌里扬诺夫斯克州的市级镇，为该州切尔达克雷区行政中心及规模最大聚居地，也是该区唯一的一座市级镇。地处乌里扬诺夫斯克州东北部，西距伏尔加河上的古比雪夫水库不远。州府乌里扬诺夫斯克位于其西侧约35公里处。附近有韦利科耶和佩夏诺耶两湖。
镇南部设有同名铁路车站。连接州府乌里扬诺夫斯克与莫尔多瓦共和国首府萨兰斯克的R178公路经过该镇。
该地2022年人口有10,883人；2010年人口11,440；2002年人口12,045；1989年人口11,091。